# Équipe de Bosnie-Herzégovine masculine de handball
Maillots
Dernière mise à jour : 5 janvier 2021.
L'équipe de Bosnie-Herzégovine masculine de handball représente la Fédération de handball de Bosnie-Herzégovine en compétitions internationales. Le 15 juin 2014, grâce au match nul concédé face à l'équipe d'Islande masculine de handball, l'équipe obtient pour la première sa qualification pour une compétition majeure, le Championnat du monde 2015 disputé au Qatar. Le Championnat d'Europe 2020 est la seconde compétition internationale à laquelle se qualifie la sélection de Bosnie-Herzégovine.

## Palmarès
| Année | Rang          | J             | G             | N             | P             | BP            | BC            | D             |
| ----- | ------------- | ------------- | ------------- | ------------- | ------------- | ------------- | ------------- | ------------- |
| 1992  | non qualifiée | non qualifiée | non qualifiée | non qualifiée | non qualifiée | non qualifiée | non qualifiée | non qualifiée |
| 1996  | non qualifiée | non qualifiée | non qualifiée | non qualifiée | non qualifiée | non qualifiée | non qualifiée | non qualifiée |
| 2000  | non qualifiée | non qualifiée | non qualifiée | non qualifiée | non qualifiée | non qualifiée | non qualifiée | non qualifiée |
| 2004  | non qualifiée | non qualifiée | non qualifiée | non qualifiée | non qualifiée | non qualifiée | non qualifiée | non qualifiée |
| 2008  | non qualifiée | non qualifiée | non qualifiée | non qualifiée | non qualifiée | non qualifiée | non qualifiée | non qualifiée |
| 2012  | non qualifiée | non qualifiée | non qualifiée | non qualifiée | non qualifiée | non qualifiée | non qualifiée | non qualifiée |
| 2016  | non qualifiée | non qualifiée | non qualifiée | non qualifiée | non qualifiée | non qualifiée | non qualifiée | non qualifiée |
| 2020  | non qualifiée | non qualifiée | non qualifiée | non qualifiée | non qualifiée | non qualifiée | non qualifiée | non qualifiée |
| 2024  | non qualifiée | non qualifiée | non qualifiée | non qualifiée | non qualifiée | non qualifiée | non qualifiée | non qualifiée |
| Total | 0/9           | 0             | 0             | 0             | 0             | 0             | 0             | 0             |

| Année  | Rang          | J             | G             | N             | P             | BP            | BC            | D             |               |
| ------ | ------------- | ------------- | ------------- | ------------- | ------------- | ------------- | ------------- | ------------- | ------------- |
| 1996   | non qualifiée | non qualifiée | non qualifiée | non qualifiée | non qualifiée | non qualifiée | non qualifiée | non qualifiée | non qualifiée |
| 1998   | non qualifiée | non qualifiée | non qualifiée | non qualifiée | non qualifiée | non qualifiée | non qualifiée | non qualifiée | non qualifiée |
| 2000   | non qualifiée | non qualifiée | non qualifiée | non qualifiée | non qualifiée | non qualifiée | non qualifiée | non qualifiée | non qualifiée |
| 2002   | non qualifiée | non qualifiée | non qualifiée | non qualifiée | non qualifiée | non qualifiée | non qualifiée | non qualifiée | non qualifiée |
| 2004   | non qualifiée | non qualifiée | non qualifiée | non qualifiée | non qualifiée | non qualifiée | non qualifiée | non qualifiée | non qualifiée |
| 2006   | non qualifiée | non qualifiée | non qualifiée | non qualifiée | non qualifiée | non qualifiée | non qualifiée | non qualifiée | non qualifiée |
| 2008   | non qualifiée | non qualifiée | non qualifiée | non qualifiée | non qualifiée | non qualifiée | non qualifiée | non qualifiée | non qualifiée |
| 2010   | non qualifiée | non qualifiée | non qualifiée | non qualifiée | non qualifiée | non qualifiée | non qualifiée | non qualifiée | non qualifiée |
| 2012   | non qualifiée | non qualifiée | non qualifiée | non qualifiée | non qualifiée | non qualifiée | non qualifiée | non qualifiée | non qualifiée |
| 2014   | non qualifiée | non qualifiée | non qualifiée | non qualifiée | non qualifiée | non qualifiée | non qualifiée | non qualifiée | non qualifiée |
| 2016   | non qualifiée | non qualifiée | non qualifiée | non qualifiée | non qualifiée | non qualifiée | non qualifiée | non qualifiée | non qualifiée |
| 2018   | non qualifiée | non qualifiée | non qualifiée | non qualifiée | non qualifiée | non qualifiée | non qualifiée | non qualifiée | non qualifiée |
| / 2020 | 23            | 3             | 0             | 0             | 3             | 73            | 90            | −17           |               |
| / 2022 | 23            | 3             | 0             | 0             | 3             | 61            | 85            | −24           |               |
| 2024   | 24            | 3             | 0             | 0             | 3             | 59            | 87            | −28           |               |
| Total  | 3/15          | 9             | 0             | 0             | 9             | 193           | 262           | −69           |               |

| Année  | Rang          | J             | G             | N             | P             | BP            | BC            | D             |               |
| ------ | ------------- | ------------- | ------------- | ------------- | ------------- | ------------- | ------------- | ------------- | ------------- |
| 1993   | non qualifiée | non qualifiée | non qualifiée | non qualifiée | non qualifiée | non qualifiée | non qualifiée | non qualifiée | non qualifiée |
| 1995   | non qualifiée | non qualifiée | non qualifiée | non qualifiée | non qualifiée | non qualifiée | non qualifiée | non qualifiée | non qualifiée |
| 1997   | non qualifiée | non qualifiée | non qualifiée | non qualifiée | non qualifiée | non qualifiée | non qualifiée | non qualifiée | non qualifiée |
| 1999   | non qualifiée | non qualifiée | non qualifiée | non qualifiée | non qualifiée | non qualifiée | non qualifiée | non qualifiée | non qualifiée |
| 2001   | non qualifiée | non qualifiée | non qualifiée | non qualifiée | non qualifiée | non qualifiée | non qualifiée | non qualifiée | non qualifiée |
| 2003   | non qualifiée | non qualifiée | non qualifiée | non qualifiée | non qualifiée | non qualifiée | non qualifiée | non qualifiée | non qualifiée |
| 2005   | non qualifiée | non qualifiée | non qualifiée | non qualifiée | non qualifiée | non qualifiée | non qualifiée | non qualifiée | non qualifiée |
| 2007   | non qualifiée | non qualifiée | non qualifiée | non qualifiée | non qualifiée | non qualifiée | non qualifiée | non qualifiée | non qualifiée |
| 2009   | non qualifiée | non qualifiée | non qualifiée | non qualifiée | non qualifiée | non qualifiée | non qualifiée | non qualifiée | non qualifiée |
| 2011   | non qualifiée | non qualifiée | non qualifiée | non qualifiée | non qualifiée | non qualifiée | non qualifiée | non qualifiée | non qualifiée |
| 2013   | non qualifiée | non qualifiée | non qualifiée | non qualifiée | non qualifiée | non qualifiée | non qualifiée | non qualifiée | non qualifiée |
| 2015   | 20            | 7             | 1             | 0             | 6             | 175           | 207           | −32           |               |
| 2017   | non qualifiée | non qualifiée | non qualifiée | non qualifiée | non qualifiée | non qualifiée | non qualifiée | non qualifiée | non qualifiée |
| / 2019 | non qualifiée | non qualifiée | non qualifiée | non qualifiée | non qualifiée | non qualifiée | non qualifiée | non qualifiée | non qualifiée |
| 2021   | non qualifiée | non qualifiée | non qualifiée | non qualifiée | non qualifiée | non qualifiée | non qualifiée | non qualifiée | non qualifiée |
| / 2023 | non qualifiée | non qualifiée | non qualifiée | non qualifiée | non qualifiée | non qualifiée | non qualifiée | non qualifiée | non qualifiée |
| Total  | 1/16          | 7             | 1             | 0             | 6             | 175           | 207           | -32           |               |

## Effectifs

### Effectif actuel
Les 21 joueurs sélectionnées pour disputer l'Euro 2024 sont :

### Effectifs antérieurs
Sélectionneur :  Bilal Šuman
Sélectionneur adjoint :  Edin Bašić
Voici les 18 joueurs sélectionnés pour l'Euro 2020  :
| N° | Poste | Nom                 | Date de naissance         | Taille | Sélections | Buts | Club actuel            |
| -- | ----- | ------------------- | ------------------------- | ------ | ---------- | ---- | ---------------------- |
| 1  | GB    | Nebojša Grahovac    | 11 février 1984 (35 ans)  | 1,91 m | 83         | 1    | C'Chartres MHB         |
| 12 | GB    | Benjamin Burić      | 20 novembre 1990 (29 ans) | 1,97 m | 72         | 1    | SG Flensburg-Handewitt |
| 3  | ALG   | Alen Ovčina         | 27 février 1989 (30 ans)  | 1,89 m | 53         | 140  | RK Vojvodina           |
| 13 | ALD   | Ibrahim Haseljić    | 14 janvier 1998 (21 ans)  | 1,92 m | 5          | 18   | RK Gorenje Velenje     |
| 28 | ALD   | Srđan Predragović   | 4 juillet 1995 (24 ans)   | 1,93 m | 3          | 3    | RTV 1879 Bâle          |
| 4  | DC    | Josip Perić         | 5 juin 1992 (27 ans)      | 1,80 m | 39         | 45   | Frisch Auf Göppingen   |
| 18 | DC    | Ivan Karačić        | 26 mai 1985 (34 ans)      | 1,90 m | 68         | 150  | Maccabi Rishon LeZion  |
| 23 | DC    | Dino Hamidović      | 11 juillet 1996 (23 ans)  | 1,95 m | 4          | 4    | RK Trimo Trebnje       |
| 5  | ARG   | Mirko Herceg        | 26 février 1992 (27 ans)  | 1,95 m | 4          | 6    | Gyöngyösi KK           |
| 11 | ARG   | Igor Mandić         | 16 octobre 1991 (28 ans)  | 1,96 m | 7          | 4    | Limoges Handball       |
| 14 | ARG   | Mirsad Terzić       | 12 juillet 1983 (36 ans)  | 1,96 m | 168        | 469  | Veszprém KSE           |
| 19 | ARG   | Nikola Prce         | 31 août 1980 (39 ans)     | 2,01 m | 108        | 402  | KH BESA Famiglia       |
| 29 | ARG   | Marin Vegar         | 22 janvier 1990 (29 ans)  | 1,99 m | 51         | 64   | RK Eurofarm Rabotnik   |
| 10 | ARD   | Marko Panić         | 10 mars 1991 (28 ans)     | 1,97 m | 68         | 174  | HC Meshkov Brest       |
| 22 | ARD   | Dejan Malinović     | 12 avril 1992 (27 ans)    | 1,95 m | 54         | 146  | HC Constanța           |
| 8  | PVT   | Senjamin Burić      | 20 novembre 1990 (29 ans) | 1,98 m | 71         | 169  | HBC Nantes             |
| 14 | PVT   | Muhamed Toromanović | 9 avril 1984 (35 ans)     | 1,90 m | 135        | 425  | RK Bosna Visoko        |
| 21 | PVT   | Vladimir Vranješ    | 14 décembre 1988 (31 ans) | 2,00 m | 72         | 119  | Tatabánya KC           |

| Sélectionneur           | Sélectionneur       | Dragan Marković   | Dragan Marković | Dragan Marković                |
| N°                      | Nom                 | Date de naissance | Sél. (buts)     | Club                           |
| Gardiens                |                     |                   |                 |                                |
| 1                       | Nebojša Grahovac    | 11 février 1984   | 68 (1)          | C' Chartres Métropole handball |
| 16                      | Benjamin Burić      | 22 novembre 1990  | 30 (1)          | Rokometni klub Gorenje Velenje |
| Ailiers                 |                     |                   |                 |                                |
| 2                       | Faruk Vražalić      | 20 juin 1990      | 33 (117)        | HBW Balingen-Weilstetten       |
| 3                       | Alen Ovčina         | 14 mai 1982       | 11 (38)         | Al Shamal                      |
| 5                       | Mirko Mikić         | 1er août 1983     | 22 (28)         | RK Borac Banja Luka            |
| Arrières et Demi-Centre |                     |                   |                 |                                |
| 4                       | Josip Perić         | 5 juin 1992       | 8 (8)           | Tatabánya KC                   |
| 11                      | Stefan Janković     | 20 août 1992      | 2 (2)           | RK Borac Banja Luka            |
| 13                      | Kosta Savić         | 15 décembre 1987  | 30 (55)         | KS Azoty-Puławy                |
| 14                      | Mirsad Terzić       | 12 juillet 1983   | 118 (398)       | Veszprém KSE                   |
| 17                      | Duško Čelica        | 16 août 1986      | 28 (50)         | RK Zagreb                      |
| 18                      | Ivan Karačić        | 26 mai 1985       | 34 (84)         | HC Meshkov Brest               |
| 19                      | Nikola Prce         | 31 août 1980      | 69 (236)        | KS Azoty-Puławy                |
| 22                      | Dejan Malinović     | 12 juin 1992      | 22 (53)         | US Créteil                     |
| Pivots                  |                     |                   |                 |                                |
| 8                       | Senjamin Burić      | 20 novembre 1990  | 32 (35)         | Rokometni klub Gorenje Velenje |
| 15                      | Muhamed Toromanović | 9 avril 1984      | 114 (388)       | US Créteil                     |
| 21                      | Vladimir Vranješ    | 14 novembre 1988  | 35 (33)         | SC Pick Szeged                 |

## Personnalités liées à la sélection

### Entraîneurs
- Sead Hasanefendić (2/6/2000 - 24/9/2002)
- Abas Arslanagić (24/9/2002 - 23/10/2003)
- Jasmin Mrkonja (23/10/2003 - 2/7/2004)
- Kasim Kamenica (2/7/2004 - 9/11/2005)
- Vojislav Rada (9/11/2005 - 20/4/2006)
- Halid Demirović (6/10/2006 - 31/8/2009)
- Vojislav Rada (8/9/2009 - 21/6/2011)
- Dragan Marković (26/10/2011 - 16/6/2016)
- Bilal Šuman (en) (depuis 20/8/2016)

### Statistiques
| Rang | Joueur              | Période   | Sél. |
| ---- | ------------------- | --------- | ---- |
| 1    | Mirsad Terzić       | 2001-     | 171  |
| 2    | Muhamed Toromanović | 2003-2020 | 137  |
| 3    | Bilal Šuman (en)    | 1997-2006 | 124  |
| 4    | Nikola Prce (en)    | 2006-     | 112  |
| 5    | Enid Tahirović (en) | 2000-2012 | 100  |
| 6    | Damir Doborac       | 2000-2012 | 98   |
| 7    | Vukašin Stojanović  | 2005-2012 | 83   |
| 7    | Nebojša Grahovac    | 2006-2015 | 83   |
| 8    | Adnan Šabanović     | 1999-2012 | 77   |
| 9    | Benjamin Burić      | 2009-?    | 75   |
| 9    | Edhem Sirćo         | ?-?       | 75   |

| Rang | Joueur              | Période   | Buts |
| ---- | ------------------- | --------- | ---- |
| 1    | Mirsad Terzić       | 2001–     | 472  |
| 2    | Nikola Prce (en)    | 2006–     | 428  |
| 3    | Muhamed Toromanović | 2003-2020 | 425  |
| 3    | Vukašin Stojanović  | 2005-2012 | 328  |
| 4    | Damir Doborac       | 2000-2012 | 328  |
| 6    | Edhem Sirćo         | ?-?       | 225  |
| 7    | Adnan Jaškić        | 2004-2011 | 196  |
| 8    | Adnan Harmandić     | 2002-2012 | 185  |
| 9    | Marko Panić         | 2010-     | 174  |
| 10   | Senjamin Burić      | 2010-     | 172  |

Autres joueurs :
- Edin Bašić : 60 sélections et 146 buts marqués
- Duško Čelica
- Ivan Karačić (en) : 72 sélections et 153 buts marqués depuis 2011
- Dejan Malinović
- Danijel Šarić : 7 sélections entre 2010 et 2011

À noter qu'Andrej Golić et Igor Anic, bien que tous deux nés en Bosnie-Herzégovine, n'ont été sélectionnés qu'en équipe de France. Nebojša Golić a lui évolué sous le maillot de la RF Yougoslavie.